# Swiss
Swiss – miasto w Stanach Zjednoczonych, w stanie Wisconsin, w hrabstwie Burnett.